# بعثة الأمم المتحدة الثانية للتحقق في أنغولا

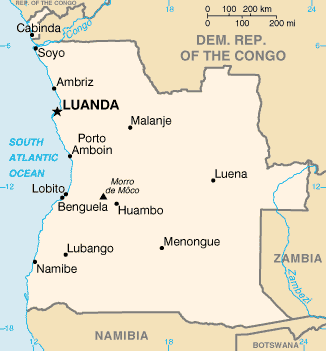
خريطة أنغولا

كانت بعثة الأمم المتحدة الثانية للتحقق في أنغولا، التي أنشئت في مايو 1991 واستمرت حتى فبراير 1995، ثاني بعثة لحفظ السلام تابعة للأمم المتحدة، من إجمالي أربع بعثات، تم نشرها في أنغولا خلال الحرب الأهلية الأنغولية، وهي أطول حرب في التاريخ الأفريقي الحديث. على وجه التحديد، تم إنشاء البعثة للإشراف والحفاظ على وقف إطلاق النار المتعدد الأطراف لعام 1990 واتفاقات بيسيس اللاحقة في عام 1991، والتي أسست لأول مرة عملية انتخابية بما في ذلك الفصيلين المتنافسين في الحرب الأهلية، الحركة الشعبية لتحرير أنغولا، حكومة الأمر الواقع لأنغولا، مع سيطرتها على لواندا ومعظم البلاد منذ الاستقلال في عام 1975، والاتحاد الوطني للاستقلال التام لأنغولا.

 تم إنشاء التفويض الأصلي للبعثة بموجب قرار مجلس الأمن التابع للأمم المتحدة رقم 696 (1991)، الصادر في 30 مايو 1991. كانت الولاية المعلنة: 
 للتحقق من الترتيبات التي وافقت عليها الأطراف الأنغولية لمراقبة وقف إطلاق النار ومراقبة الشرطة الأنغولية خلال فترة وقف إطلاق النار. 
 القرار اللاحق 747 (1992)، الذي تم تمريره في 24 مارس 1992، غير التفويض ليشمل واجبات مراقبة الانتخابات. خلال الانتخابات التي تم الاتفاق عليها مؤخرًا في البلاد، تم نشر 400 مراقب انتخابي تابعين للأمم المتحدة، إلى جانب بقية البعثة، مع تفويض إضافي يتمثل في «مراقبة الانتخابات الرئاسية والتشريعية في أنغولا والتحقق منها». بعد سلسلة من قرارات لمجلس الأمن في عام 1993، تم تغيير التفويض مرة أخرى لتشجيع المزيد من الالتزام الصارم بوقف إطلاق النار من قبل كل من حكومة أنغولا ويونيتا، بعد استئناف الأعمال العدائية. أخيراً، في أواخر عام 1994، بقراري مجلس الأمن 952 (1994) و966 (1994)، بدأت بعثة الأمم المتحدة الثانية للتحقق في أنغولا المراقبة والتحقق من بروتوكول لوساكا المؤرخ 20 نوفمبر 1994. وقد بدأت الاستعدادات لإفساح المجال للبعثة الجديدة، بعثة الأمم المتحدة الثالثة للتحقق في أنغولا، التي شُكلت في أعقاب بروتوكول لوساكا. 
وتألفت البعثة من مراقبين عسكريين وشرطة مدنية ومراقبي انتخابات ومسعفين وموظفين محليين ودوليين. جاء الموظفون من 25 دولة في خمس قارات. كان هناك حد أقصى لنشر القوات بأكثر من 1100 خلال الاقتراع المبكر، فضلا عن حد أدنى من القوة أقل من 200 بعد يونيو 1993. وقد تكبدت بعثة الأمم المتحدة الثانية للتحقق في أنغولا ما مجموعه 5 قتلى، 3 عسكريين و2 مدنيان.

## خلفية
بعد فترة وجيزة من استقلال أنغولا عن البرتغال عام 1975، انزلقت الحكومة الائتلافية الثلاثية الهشة في حرب أهلية. سيطرت الحركة الشعبية لتحرير أنغولا، بدعم من القوات الكوبية وكذلك بدعم من الاتحاد السوفيتي والأحزاب الشيوعية الأخرى، بسرعة على لواندا والحكومة، بينما تحالفت يونيتا مع جبهة التحرير الوطنية الأنغولية. أول بعثة حفظ السلام للأمم المتحدة إلى أنغولا، بعثة الأمم المتحدة الأولى للتحقق في أنغولا أشرفت على الانسحاب الكوبي المتفق عليه في عام 1988. في نفس العام، تم سحب القوات الجنوب أفريقية التي تدعم يونيتا وبحلول عام 1990، وافقت الأطراف المتحاربة، التي انضمت إليها ثماني عشرة دولة أفريقية أخرى، على وقف إطلاق النار. في منتصف عام 1991، أجاز مجلس الأمن التابع للأمم المتحدة نشر بعثة الأمم المتحدة الثانية للتحقق في أنغولا لخلافة البعثة الأولى ومراقبة اتفاق وقف إطلاق النار الجديد. أسست اتفاقيات بيسيس لعام 1991 نظامًا انتخابيًا ديمقراطيًا لأنغولا، تحت إشراف بعثة الأمم المتحدة الثانية للتحقق في أنغولا. بعد نداء عام 1992 لحمل السلاح من قبل المرشح الرئاسي ليونيتا الساخط جوناس سافيمبي، استؤنفت الأعمال العدائية حتى بروتوكول لوساكا عام 1994.

## روابط خارجية
- موقع بعثة الأمم المتحدة الثانية للتحقق في أنغولا
- Manuel J. Paulo (2004). "The role of the United Nations in the Angolan peace process". Accord. مؤرشف من الأصل في 2005-04-08. اطلع عليه بتاريخ 2006-01-10.
- النص الكامل لاتفاقيات بيسيس